# Кордейру, Лусиану
Лусиа́ну Корде́йру (порт. Luciano Cordeiro; 21 июня 1844; Мирандела — 24 декабря 1900; Лиссабон) — португальский писатель, литературный критик, журналист, историк и географ, политик.
Опубликовал: «Livro de crítica» (Порту, 1869), «Segundo Livro de crítica» (1871), «De la part prise par les Portugais dans la découverte de l’Amérique» 1875), «L’Hydrographie africaine» (1879), «Dos Bancos portuguezes» (Лиссабон, 1873), «Viagens» (1874—1875), «Estros e palcos» (1874), «Soror Marianna» (1888) и др.

## Профессиональная карьера
Он был временным директором сентябрьского революционного журнала в 1869 году. В 1875 году он был частью комиссии, отвечающей за проект по реформированию художественного образования и формированию национальных музеев. 